# Marché Beauvau
Le marché Beauvau est un marché couvert situé dans le 12e arrondissement de Paris, en France.

## Localisation
Ce bâtiment occupe la moitié ouest de la place d'Aligre, dans le nord du 12e arrondissement de Paris, où se tient également tous les jours sauf le lundi, une partie du marché d'Aligre.

## Historique
En 1777, les religieuses de l'Abbaye Saint Antoine reçoivent l'autorisation de Louis XVI de faire construire un marché. En 1778, la décision est prise de re-structurer le quartier, y compris avec la percée de plusieurs rues, toutes menant à la place d'Aligre, et l'agrandissement du marché couvert existant. Ainsi, le marché couvert Beauvau-Saint Antoine a été construit par Samson-Nicolas Lenoir en 1779 sur des terrains achetés aux religieuses. 

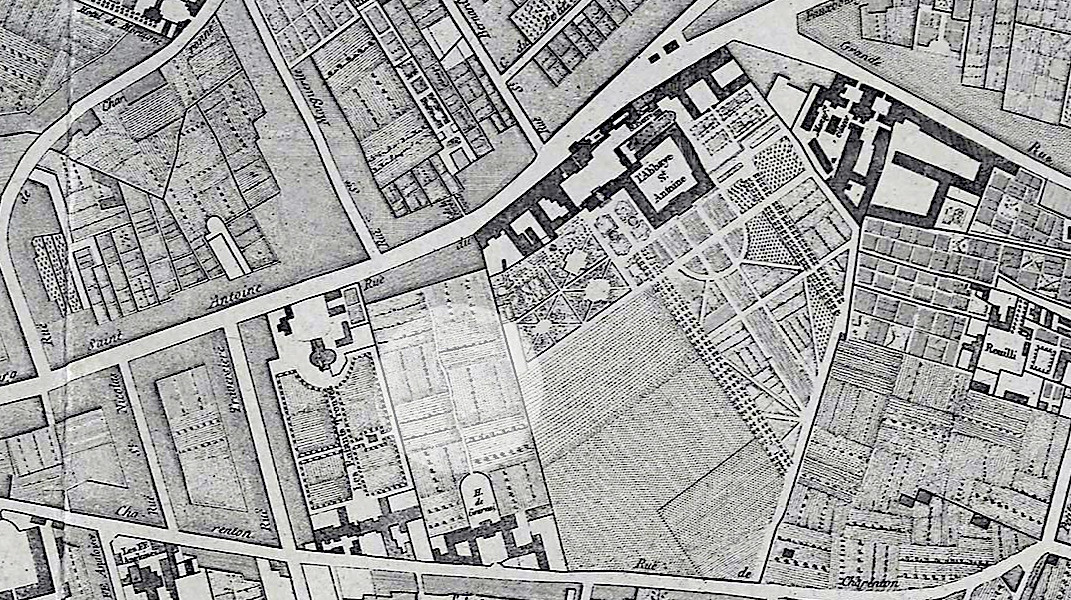
Le quartier en 1775 (plan de Jaillot) ; l'emplacement du futur marché couvert est signalé par la pastille plus claire.
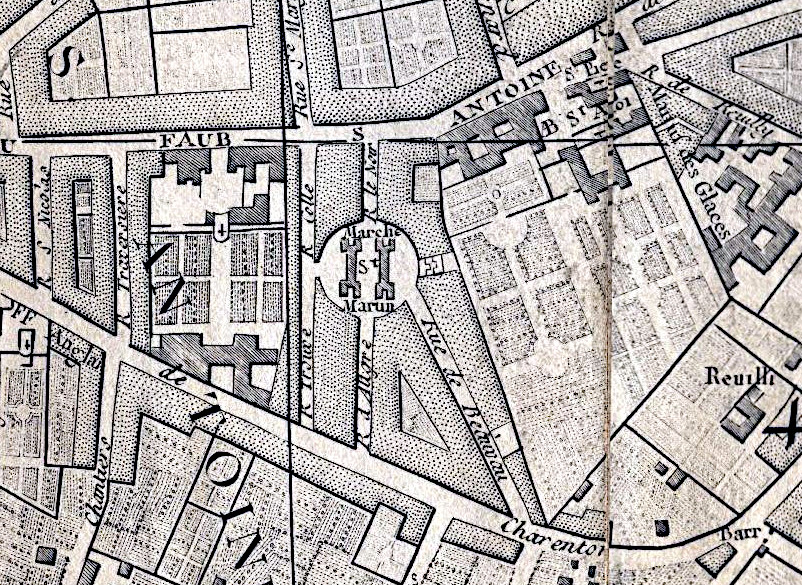
Le nouveau marché couvert, appelé alors marché Saint-Marun (plan de Brion de la Tour, 1787).

Le marché actuel et son pavillon de garde ont été bâtis en 1843 par Marc-Gabriel Jolivet, architecte de la Ville de Paris, sur la nouvelle place d'Aligre.  En 1779, le marché reçoit le nom de Beauvau-Saint-Antoine, en l'honneur de de Gabrielle-Charlotte de Beauvau-Craon, dernière abbesse (1760-1790) de l'Abbaye Saint Antoine. 

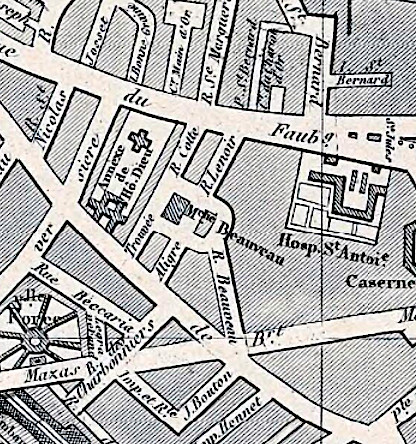
Le marché Beauvau sur le plan de Henriot (1857).
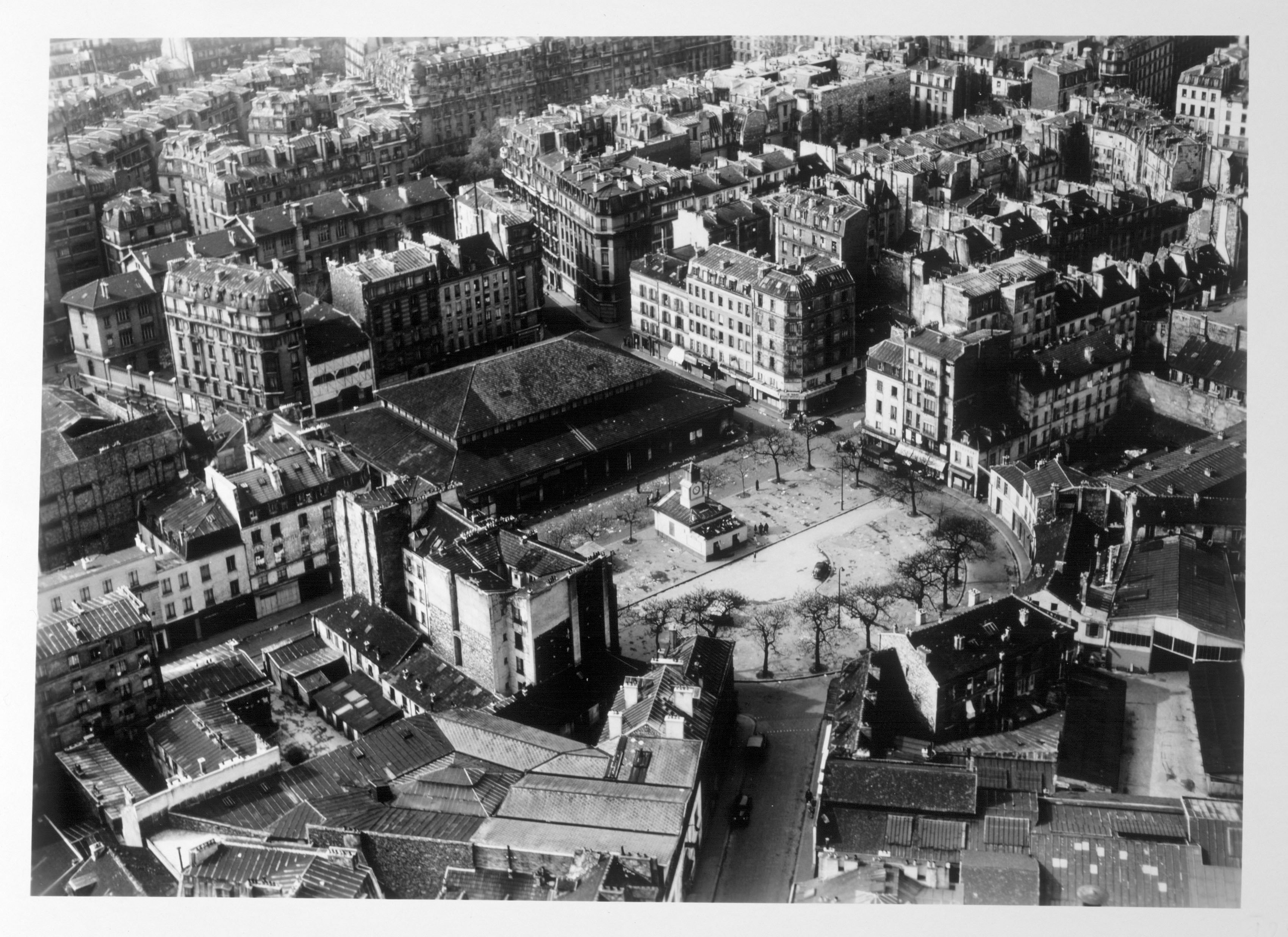
Le marché Beauvau et la nouvelle place d'Aligre en 1950 (cliché de Roger Henrard).

L'édifice est inscrit au titre des monuments historiques par arrêté du 8 mars 1982.
Dans la nuit du 6 juillet 2015, aux environs de 3 à 4 heures du matin, un incendie probablement d'origine électrique ravage une partie du bâtiment.

## Description
Ce marché est dévolu aux produits agricoles alimentaires : viandes, poissons, légumes, fruits, fromages… Il comprend deux allées principales se croisant à angle droit avec une fontaine centrale ainsi que plusieurs allées secondaires.

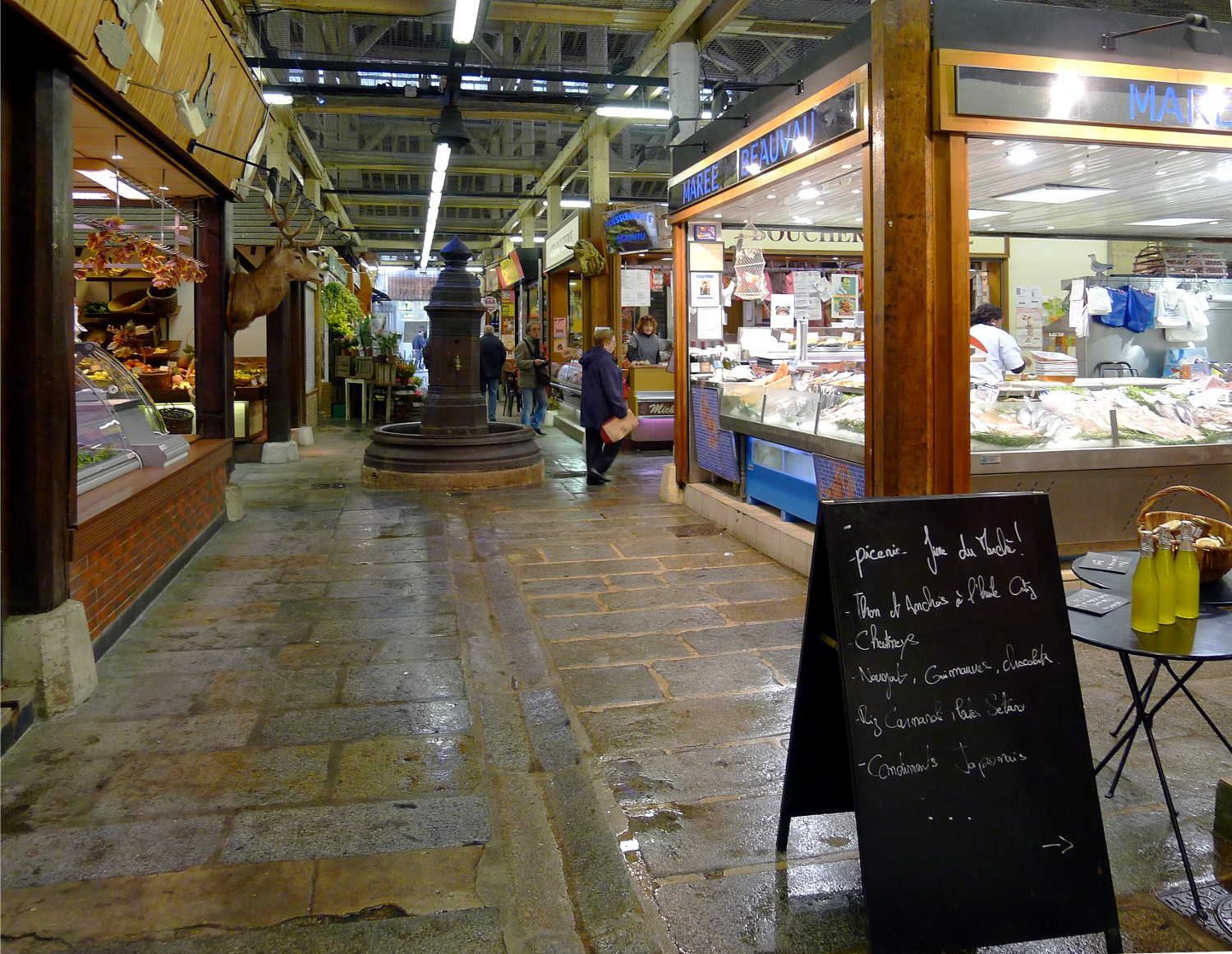
Une allée principale avec la fontaine centrale.
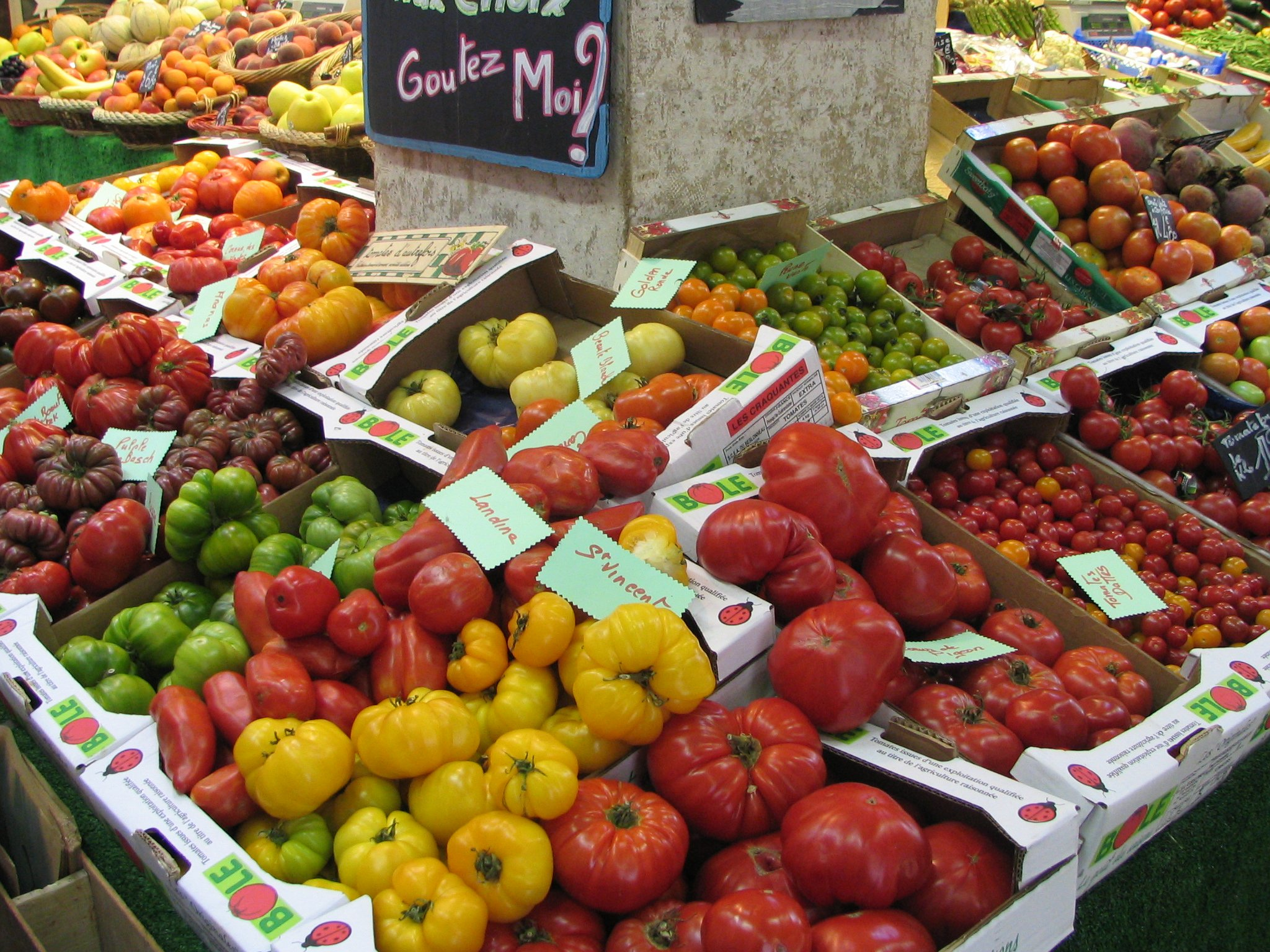
Choix de variétés anciennes de tomates.
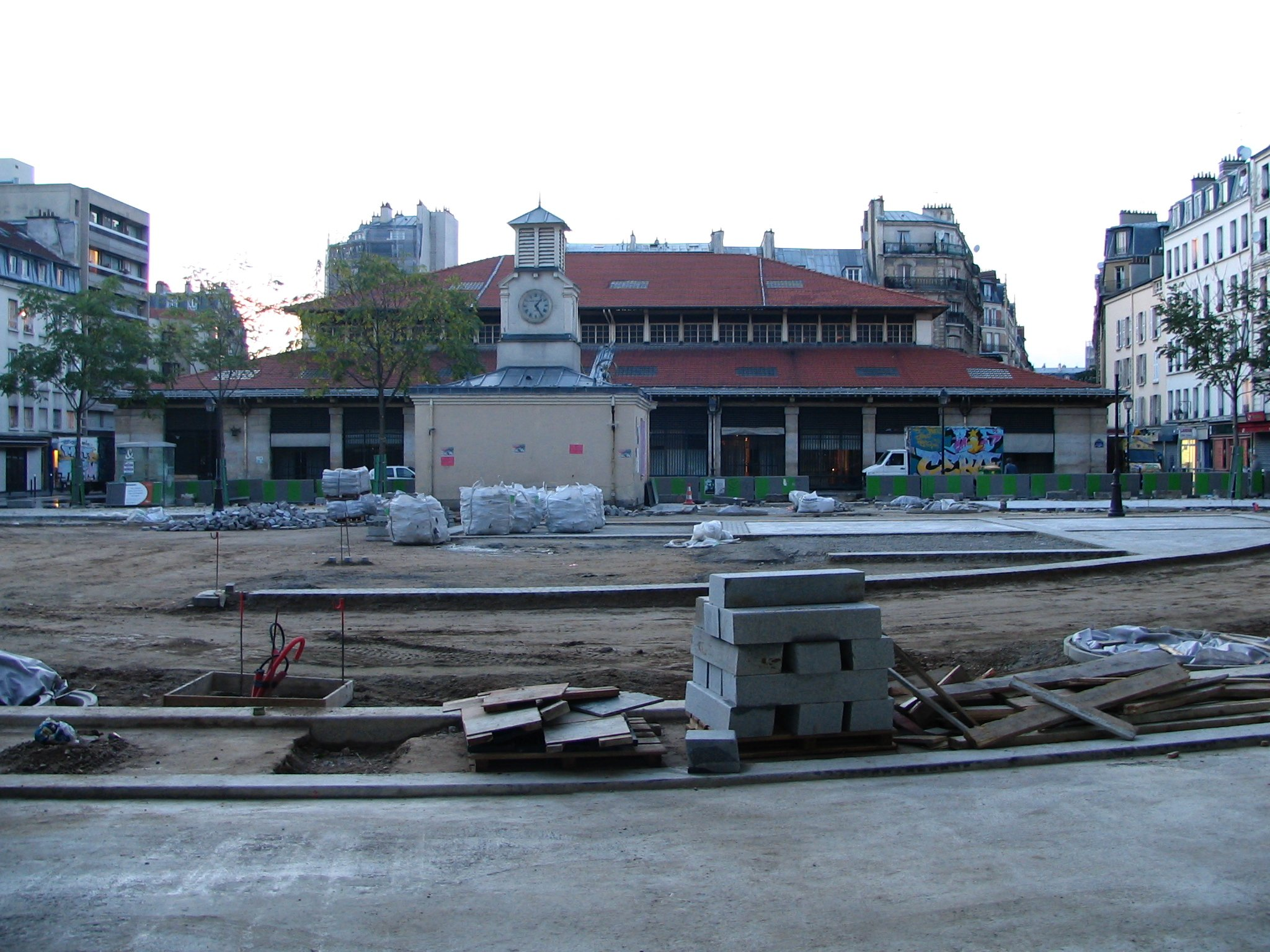
La place d'Aligre, la petite mairie et le marché Beauveau, pendant les travaux de renouvellement du quartier en 2006.
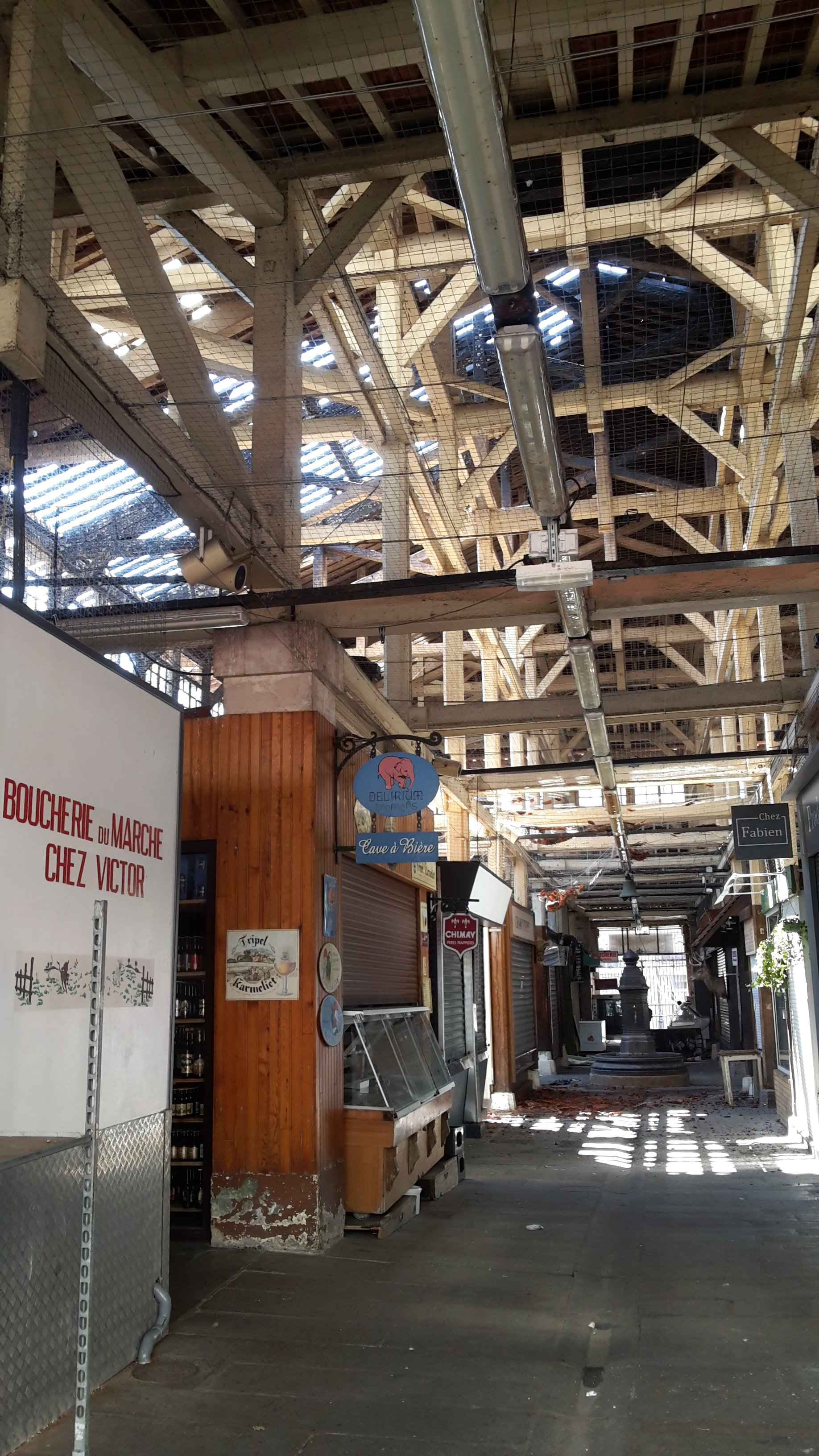
Une partie de la toiture effondrée, le matin de l'incendie du 6 juillet 2015.